# Audiograma

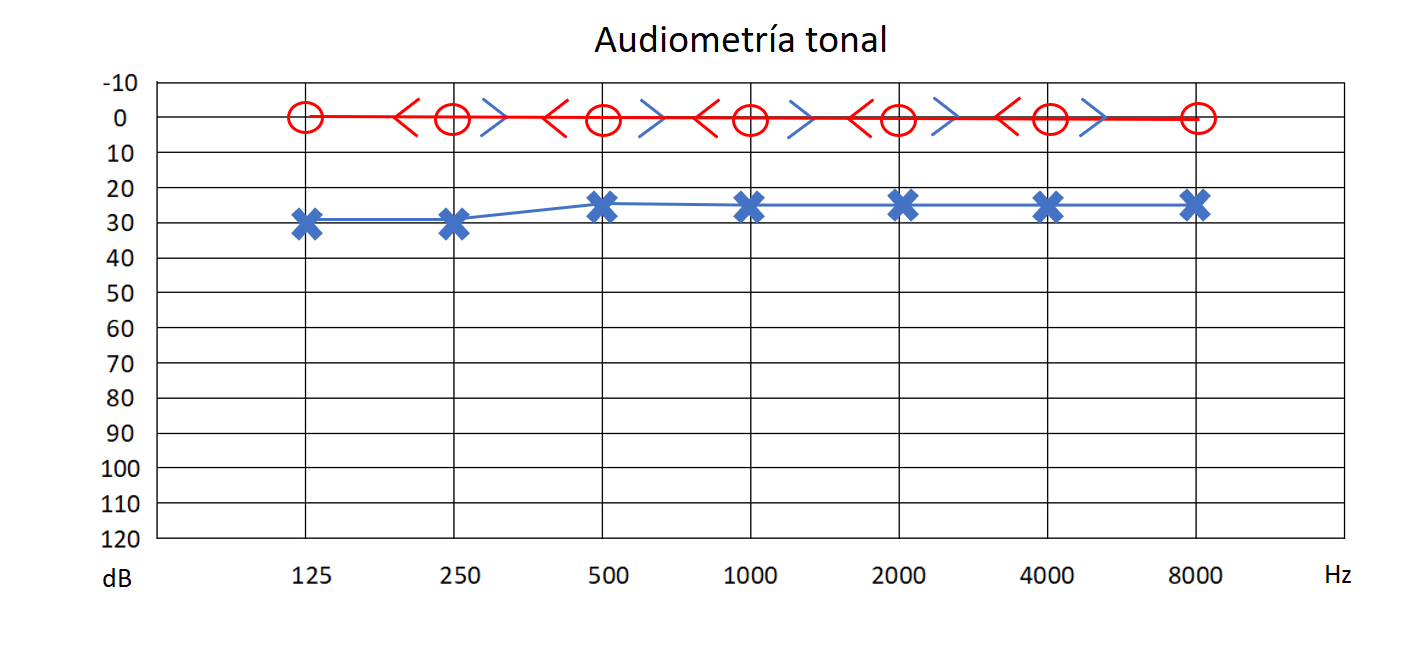
Audiograma tonal

Un audiograma es un registro gráfico, obtenido mediante un audiómetro, que indica el umbral de audición o campo de audibilidad de un individuo a ciertas frecuencias, lo que permite determinar la agudeza auditiva de un individuo y las disminuciones de esta agudeza ante frecuencias graves y agudas o las disminuciones globales de la agudeza, y de medir el grado y la etiología de la sordera.
Fue en 1922 cuando Harvey Fletcher y Robert Wegelin, investigadores de la Western Electric Co. de Estados Unidos, realizaron el primer audiograma y que es el actualmente empleado: a las abscisas se representan las frecuencias en Hz emitidas por el audiómetro a intervalos de una octava, desde 125 a 10 000 Hz, y en las ordenadas las intensidades como pérdida de la audición en decibelios, de 0 a 120 dB. Wegelin fue también quien determinó los umbrales normales de audición y dolor.